# William Empson

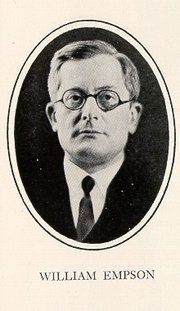
William Empson

William Empson (Howden, 27 settembre 1906 – Londra, 15 aprile 1984) è stato un poeta e critico letterario inglese.

## Biografia
Empson fu il figlio di Arthur Reginald Empson e di Laura Mickelthwait J.P., entrambi originari dello Yorkshire.
Studiò dapprima al Winchester College, e dal 1925 al Magdalene College presso Cambridge dove seguì inizialmente i corsi di matematica, e in un secondo tempo quelli di lingua e letteratura, sotto la guida e l'incoraggiamento del critico I. A. Richards.
Già durante i corsi universitari, Empson si dedicò alla scrittura di poesie, di atti teatrali e di critica cinematografica e letteraria collaborando con numerose riviste.
All'età di 22 anni Empson elaborò e scrisse una delle sue opere più significative, intitolata Seven Types of Ambiguity (Sette tipi di ambiguità), uscita nel 1930, che si rivelò un importante studio esegetico critico focalizzato sulle ambiguità verbali della lingua inglese, così ricca di omofoni, e in qualche modo la legittimazione del concetto di ambiguità come elemento positivo della creatività e della poesia.
Negli anni immediatamente successivi alla sua prima opera, Empson si trasferì in Giappone, fino al 1934 ed in Cina, fino al 1939, per insegnare letteratura inglese.
In questo periodo redasse due raccolte poetiche: Poems ("Poesie", 1935), incentrata sulle ansie di un giovane timoroso di vivere nuove esperienze, e The Gathering Storm ("La tempesta che incombe") del 1940, influenzata dai segnali premonitori riguardanti la guerra. Dal punto di vista lirico, Empson evidenziando la sua grande ammirazione per John Donne, rispettò un modello metrico tradizionale. Le sue strofe vennero impreziosite di riferimenti culturali eruditi e di concettosità tipica dei poeti del Seicento, e risultarono importanti per la formazione di numerosi poeti, come ad esempio John Wain (1925-1994).
Contemporaneamente all'attività poetica, Empson proseguì quella di critico letterario, ben esemplificata da Some Version of Pastoral ("Alcune variazioni del pastorale", 1935), nella quale cercò, utilizzando strumenti di indagine marxiani e freuduani, di carpire il significato globale delle opere analizzate.
Nel gennaio del 1939 rientrò in patria assumendo l'incarico di insegnante alla Università di Sheffield, che conservò fino al suo pensionamento, avvenuto nel 1972.
Scrisse ancora The Structure of Complex Words ("La struttura delle espressioni complesse", 1951), sul potere emotivo del linguaggio e la focalizzazione su certe espressioni-simbolo rintracciate in importanti opere della letteratura inglese (inclusa quella shakespeariana), e Milton's God ("Il Dio di Milton", 1961), su come interpretare correttamente il Paradiso perduto per capire la concezione di Dio che ne aveva John Milton.
Tra i volumi postumi, Using Biography (1984), Essays on Shakespeare (1986), Argufying: Essays on Literature and Culture ("Disputando", 1987) e Faustus and the Censor (1987, sulle versioni A e B dell'opera di Marlowe).
La vita privata e intima di Emspon non fu esente da critiche, a causa dei suoi presunti vizi, e della sua figura apparsa paradossale ai tradizionalisti. Attratto dalla filosofia buddista e dalla causa rivoluzionaria maoista, non nascose le sue tendenze bisessuali.